# Maripier Morin
Pour les articles homonymes, voir Morin.
Maripier Morin, née le 7 juillet 1986 à Rivière-du-Loup, au Québec, est une animatrice radio, animatrice, chroniqueuse de télévision, femme d'affaires et actrice québécoise.

## Carrière

### Débuts (2006-2009)
En 2006, Maripier Morin fait ses premiers pas à la télévision comme participante à la télé-réalité Occupation double. À la suite de son élimination, le public la redécouvre comme « beauté » dans l'émission Le Banquier animée par Julie Snyder,. Dans ces mêmes années, elle est chroniqueuse dans plusieurs émissions de la chaîne TVA comme Sucré salé, Salut Bonjour Week-end, Deux Filles le matin.

### V, Code F & lancement en affaires (2010-2014)
En 2010, Maripier fait son entrée à la chaîne V comme animatrice de l'émission Web Planète V et quelques mois plus tard, elle devient chroniqueuse pour l'émission C'est extra.
En 2012, elle devient chroniqueuse pour l'émission District V où elle décrit l'actualité culturelle. À l'automne 2012, elle est à la barre de Ça commence bien, l'émission matinale de V où elle sera aussi chroniqueuse au monde artistique et même la météo.
À la suite de la fin de l'émission District V et des changements à Ça commence bien en 2014, V lui confie sa première émission en tant qu'animatrice dans Ménage à trois, en co-animation avec Patrick Langlois. La même année, elle lance la collection de cocktail prêt à boire UNIK. En plus d'être à V, VRAK la recrute parmi Marina Bastarache, Catherine Ethier, Virginie Fortin et Mariana Mazza pour l'émission Code F.

### Retour à TVA,Hockey Wiveset autres (2015-2017)
En 2015, elle fait un retour en télé-réalité sur la chaîne canadienne W Network dans Hockey Wives (en) également diffusé au Québec sur Séries+ sous le nom de Mariées au Hockey. La même année, elle devient la première porte-parole de Revlon au Québec et fait une apparition dans le vidéoclip I Don't Wanna Go to Bed du groupe canadien Simple Plan.
En été 2015, elle fait un retour sur les ondes de TVA avec l'émission Faites comme chez vous.
En 2016, elle présente trois volets de l'émission 99 envies d'évasion sur Évasion tournée aux États-Unis dont New York, Miami et San Francisco. Elle devient également animatrice de son propre talk-show nommé Maripier! sur Z et La Voix Junior sur TVA.
En 2017, elle se joint comme chroniqueuse à l'équipe de l'émission Accès Illimité et plus tard dans l'année, elle lance son propre site internet et une collection de lingerie avec la collaboration de la marque montréalaise Blush.

### Débuts au cinéma et autres projets (2018-2019)
En 2018, elle est choisie pour animer Face au mur, l'adaptation québécoise de l'émission quiz américain The Wall. De plus, elle est choisie pour animer avec Jean-Philippe Dion le Gala Artis où elle est également en nomination dans deux catégories.
La même année, elle fait ses premiers pas au cinéma dans le film La Chute de l'empire américain sous la direction de Denys Arcand. Lors du passage d'Arcand et de Morin à Tout le Monde en Parle, le réalisateur révèle l'avoir rencontrée auparavant lors de la Coupe Rogers et, quelques années plus tard, avoir repris contact avec Morin pour lui offrir un rôle dans son film.
En 2019, elle amène la première saison de sa série documentaire Mais Pourquoi? qui aborde de nombreux sujets tels que la nudité, les jeux vidéos, le culturisme, la religion, la congélation d'ovules et encore plus. Dans la série, Maripier, vulnérable, craque sous la pression: ses limites ont été dépassées. Dans la même année, elle anime l'émission de variété Studio G. De plus, elle fait un retour au cinéma dans Jexi dans lequel elle double la voix de l'actrice australienne Rose Byrne.

### Retour à la vie publique (2022)
Après que sa carrière a été mis veilleuse en raison de controverses (voir section suivante), elle fait un retour à la vie publique en 2022 à titre de tête d'affiche du film Arlette.
Lors de son retour à la vie publique, elle a été accueillie dans les médias avec une énorme vague d'amour.[réf. nécessaire] Elle a également participé à des ventes de ses vêtements afin de donner les profits à des organismes de luttes contre les dépendances.
Bell confie l'animation de la nouvelle émission OD: Tentations au soleil à Mariepier Morin, diffusée sur Crave à partir du 2 décembre 2024.

### Début sur les ondes radio (2023)
Maripier Morin a fait ses débuts à la radio en 2023 en rejoignant l’équipe de l’émission On part ça d’même diffusée sur WKND 99.5 FM à Montréal, où elle animait aux côtés de Patrick Langlois et Vincent Dessureault. Son passage à WKND s’est terminé en août 2024, à la suite de l’annonce par Leclerc Communication de mettre fin à la station dans sa forme actuelle.
Peu après, Maripier a été annoncée comme coanimatrice de l’émission Les filles du lunch, diffusée sur Rythme FM 107.5 à Montréal et dans l’ensemble du réseau Rythme. Elle a fait sa première apparition à l’antenne le 3 septembre 2024.

## Opinion publique et controverses

### Expérience àOccupation Double
Invitée à l'émission Les Enfants de la télé, c'est à la suite d'un extrait de son passage à Occupation Double que Maripier Morin fond en larmes et explique 11 ans plus tard, la méchanceté expérimentée au cours de cette téléréalité, comme, par exemple, d'avoir été qualifiée de « bitch de la troisième saison ».
Quand je suis sortie, j'avais excessivement honte. Je pensais que mes parents allaient me renier, que mes frères n'allaient plus vouloir me parler. Ma mère m'a dit « nous on t'aime, et ça, ça va jamais changer ». Quand tu sors d'une émission comme ça où tu as l'impression que tout le monde te déteste, c'est juste ça que tu as besoin d'entendre. - Maripier Morin

### Allégations de Safia Nolin
Le 7 juillet 2020, Safia Nolin accuse Maripier Morin de l'avoir agressée sexuellement, de l'avoir harcelée verbalement et d'avoir proféré des propos racistes lors d'une soirée dans un bar en 2018. Safia Nolin relate notamment que « Maripier Morin l’a touchée, lui a mordu une cuisse en plus de lui tenir des propos sexuellement explicites et racistes. Maripier Morin a présenté des excuses pour son comportement, sans reconnaître les faits spécifiques rapportés par l’auteure-compositrice-interprète ». Aucune plainte n'a été déposée par Safia Nolin, l'annonce ayant été faite dans une vague de dénonciations. Maripier Morin reconnaît ses torts via une publication Instagram éphémère et annonce qu'elle met sa carrière en veilleuse.
Plusieurs commanditaires l'abandonnent tels que Buick, Blush, Marché Goodfood et BonLook.
En tant que comédienne, son image est aussi affectée. Les quatre épisodes de la série éducative Les Suppléants dans lesquels elle apparaissait sont retirés de la zone video du site web de Télé-Québec.
En mai 2021, Maripier Morin fait sa première apparition depuis la controverse avec Safia Nolin à l’émission Tout le monde en parle. Elle s’excuse publiquement aux cinq victimes qui affirment avoir subi des agressions physiques, des attouchements sexuels non sollicités et des commentaires racistes de sa part entre 2017 et 2020. MariePier mentionne avoir effectué une thérapie fermée de trois semaines afin de remédier à sa dépendance à l’alcool.
Au début du mois de décembre 2021, Maripier admet publiquement avoir été dépendante à la cocaïne dans le premier épisode du balado Un espresso avec Angelo. Lors de son annonce publique, elle en est à un an et quatre mois d'abstinence et affirme qu'elle est sur la bonne voie.

## Vie privée
Maripier Morin a été en couple avec le joueur de hockey Brandon Prust. Leur fréquentation remonte en 2010 et ils s'affichaient en tant que couple sur le tapis rouge de KARV, l'anti.gala. Ils se fiancent en 2015 et ils marient en 2017, avant de se séparer en 2019, rupture annoncée sur les réseaux sociaux.
Elle aborde ouvertement son obsession de l'argent et dit avoir été en manque d'argent, jusqu'à vivre dans la pauvreté, au cours de ses premières années de carrière.
Maripier Morin est officiellement en couple avec l'acteur québécois Jean-Philippe Perras depuis le mois d'avril 2020.
Alors enceinte de 37 semaines, Maripier Morin annonce en mai 2022 sa grossesse. Elle partage le 29 mai, sur les réseaux sociaux, la naissance de sa fille, prénommée Margot.
Maripier Morin parle ouvertement de sa relation complexe avec les réseaux sociaux et comment elle a été en mesure de prendre le contrôle sur celle-ci.

## Filmographie

### Radio
| Titre               | Année     | Rôle       | Diffuseur | Note                                                           |
| ------------------- | --------- | ---------- | --------- | -------------------------------------------------------------- |
| Les filles du lunch | 2024      | Animatrice | Rythme FM | Émission du midi avec Marie-Eve Janvier                        |
| On part ça de meme  | 2023-2024 | Animatrice | WKND 99.5 | Émission matinale avec Patrick Langlois et Vincent Dessureault |

### Télévision
| Titre                                    | Année     | Rôle          | Diffuseur             | Note                                                                    |
| ---------------------------------------- | --------- | ------------- | --------------------- | ----------------------------------------------------------------------- |
| Occupation Double                        | 2006      | participante  | TVA                   | télé-réalité                                                            |
| Le Banquier                              | 2007-2010 | beauté        | TVA                   |                                                                         |
| Occupation Double: Que Sont-Ils Devenus? | 2008      | elle-même     | TVA                   | spécial télévisé pour fêté les 5 ans de l'émission d'Occupation Double. |
| Sucré Salé                               | 2008      | chroniqueuse  | TVA                   | émission estivale                                                       |
| Salut Bonjour Week-End                   | 2009      | co-animatrice | TVA                   | co-animation avec Jasmin Roy pour La Routine d'Occupation Double.       |
| C'est Extra                              | 2010-2011 | chroniqueuse  | V                     |                                                                         |
| Un Gars le Soir                          | 2010-2011 | chroniqueuse  | V                     |                                                                         |
| Ça Commence Bien                         | 2012-2014 | chroniqueuse  | V                     |                                                                         |
| District V                               | 2012-2014 | chroniqueuse  | V                     |                                                                         |
| Code F                                   | 2014-2017 | elle-même     | VRAK                  |                                                                         |
| Ménage à Trois                           | 2014-2015 | animatrice    | V                     |                                                                         |
| Faites Comme Chez Vous                   | 2015      | animatrice    | TVA                   |                                                                         |
| Hockey Wives (en)                        | 2015-2017 | elle-même     | W Network             | télé-réalité Nommé Mariées au Hockey sur Séries+ au Québec.             |
| La Voix Junior                           | 2016-2017 | animatrice    | TVA                   |                                                                         |
| Maripier                                 | 2016-     | animatrice    | Z                     | talk-show                                                               |
| 99 Envies d'Évasion à Miami              | 2016      | animatrice    | Évasion               | émission de voyage                                                      |
| 99 Envies d'Évasion à New York           | 2016      | animatrice    | Évasion               | émission de voyage                                                      |
| 99 Envies d'Évasion à San Francisco      | 2016      | animatrice    | Évasion               | émission de voyage                                                      |
| Accès Illimité                           | 2017      | chroniqueuse  | TVA                   |                                                                         |
| Tapis Rouge du Gala Artis                | 2017      | animatrice    | TVA                   |                                                                         |
| Face au Mur                              | 2018      | animatrice    | TVA                   |                                                                         |
| Gala Artis                               | 2018      | animatrice    | TVA                   | animation avec Jean-Philippe Dion                                       |
| Infoman 2018                             | 2018      | apparition    | ICI Radio-Canada Télé | Revue annuelle                                                          |
| Gala Artis                               | 2019      | animatrice    | TVA                   | animation avec Jean-Philippe Dion                                       |
| Mais Pourquoi?                           | 2019      | animatrice    | Z                     | Série documentaire                                                      |
| Studio G                                 | 2019      | animatrice    | TVA                   |                                                                         |
| La Faille                                | 2019      | Sophie Taylor | Club illico           |                                                                         |
| Les Suppléants                           | 2020      | suppléante    | Télé-Québec           | épisodes 27, 30, 33 et 35                                               |

### Cinéma
| Titre                          | Année | Rôle                         | Réalisateur             |
| ------------------------------ | ----- | ---------------------------- | ----------------------- |
| La Chute de l'empire américain | 2018  | Camille Lafontaine (Aspasie) | Denys Arcand            |
| Jexi                           | 2019  | Jexi (doublage)              | Jon Lucas / Scott Moore |
| Arlette                        | 2022  | Arlette                      | Mariloup Wolfe          |

### Vidéoclip
| Titre                   | Année | Artiste     |
| ----------------------- | ----- | ----------- |
| I Don't Wanna Go to Bed | 2015  | Simple Plan |

### Web
| Année     | Titre                  | Site Internet | Note                       |
| --------- | ---------------------- | ------------- | -------------------------- |
| 2010-2011 | Planète V              | V             |                            |
| 2015-2017 | Pardon My French       | YouTube       | Blogue de mode en anglais. |
| 2018      | En Audition avec Simon | ICI TOU.TV    | 1 épisode                  |

## Lauréats et nominations

### Canadian Arts & Fashion Awards
| année | catégorie                          | lauréat/nomination |
| ----- | ---------------------------------- | ------------------ |
| 2018  | infographiste numérique de l'année | lauréat            |

### Gala Artis
| année | catégorie                                                  | lauréat/nomination |
| ----- | ---------------------------------------------------------- | ------------------ |
| 2018  | animateur / animatrice de magazines culturels et talk-show | nomination         |
| 2018  | animateur / animatrice d'émission de jeux                  | nomination         |